# Justin Meram
Justin Meram, né le 4 décembre 1988 à Shelby Charter Township dans le comté d'Oceana au Michigan, est un footballeur international irakien. Il joue au poste d'ailier gauche au Charlotte FC en MLS.

## Biographie
Justin Meram nait dans le Michigan de parents irakiens. Son père et sa mère y sont nés et y ont grandi mais se sont rencontrés aux États-Unis.

### Parcours en club
Meram est repêché en quinzième position lors de la MLS SuperDraft 2011 par le Crew de Columbus.
Le 28 avril 2023, Justin Meram est transféré au Charlotte FC et quitte le Real Salt Lake qui récupère jusqu'à 350 000 dollars en allocation monétaire dans la transaction.

### Parcours en sélection
En 2013, il est contacté sur Facebook au sujet de ses origines irakiennes. De ce premier contact, il se décide à jouer pour la sélection irakienne et entame de longues procédures pour obtenir son passeport irakien. Il l'obtient en 2014 et est appelé pour la première fois avec les Lions de Mésopotamie pour la Coupe du Golfe 2014 disputée en Arabie saoudite.
Il se rend pour la première fois en Irak en octobre 2017 à l'occasion d'un match amical contre le Kenya à Bassorah. Il sort à la 81e minute lors de cette victoire 2-1 et bénéficie d'une standing ovation des spectateurs irakiens.

## Palmarès
Crew de Columbus
- Finaliste de la Coupe MLS en 2015

 Atlanta United
- Vainqueur de la Campeones Cup en 2019
- Vainqueur de la Coupe des États-Unis en 2019